# Oskar Böhme
Oskar Böhme (Freital, Alemania, 1870 - Orenburg, Rusia, 1938) fue un compositor, trompetista y cornetista alemán.
Böhme compuso 46 obras conocidas, de las que el Trompetensextett en Mi bemol menor y el Concierto para trompeta, Op.18 fueron las más conocidas. Escribió en estilo romántico y, aunque era alemán, se le asocia con el Romanticismo ruso. A pesar de que escribió para muchos otros instrumentos, principalmente lo hizo para trompeta e instrumentos de viento-metal.
Hay que tener en cuenta que debido a su exilio y en la presencia de Stalin y el movimiento antialemán, las obras de Böhme se perdieron considerablemente. Ahora, se va redescubriendo.

## Obras
- Concert en mi menor, op. 18 (1899)
- Soirée de St. Pétersbourg, op. 23 (1900)
- La Napolitaine, op. 25 (ca. 1901)
- Sextet en mi bemoll menor, op. 30 (1906)
- Scène de Ballet, op. 31 (1907)
- Danse russe, op. 32 (ca. 1910)
- Nachtmusik ("Música nocturna"), op. 44, núm. 1 (ca. 1935)